# سایوری (نوازنده)
سایوری (انگلیسی: Sayuri; ۷ ژوئن ۱۹۹۶ – ۲۰ سپتامبر ۲۰۲۴) خواننده، هنرمند، ترانه‌پرداز، و آهنگساز اهل ژاپن بود. وی بین سال‌های ۲۰۱۰ تا ۲۰۲۴ میلادی فعالیت می‌کرد.